# Rörsjön (Hede socken, Härjedalen, 691544-136193)
Rörsjön är en sjö i Härjedalens kommun i Härjedalen och ingår i Ljusnans huvudavrinningsområde. Sjön har en area på 0,728 kvadratkilometer och ligger 780,1 meter över havet. Sjön avvattnas av vattendraget Harrtjärnbäcken.

## Delavrinningsområde
Rörsjön ingår i det delavrinningsområde (691531-136290) som SMHI kallar för Utloppet av Rörsjön. Medelhöjden är 798 meter över havet och ytan är 3,2 kvadratkilometer. Räknas de 2 avrinningsområdena uppströms in blir den ackumulerade arean 7,89 kvadratkilometer. Harrtjärnbäcken som avvattnar avrinningsområdet har biflödesordning 3, vilket innebär att vattnet flödar genom totalt 3 vattendrag innan det når havet efter 337 kilometer. Avrinningsområdet består mestadels av skog (66 procent) och kalfjäll (11 procent). Avrinningsområdet har 0,73 kvadratkilometer vattenytor vilket ger det en sjöprocent på 22,8 procent.